# Puebla de Yeltes
Puebla de Yeltes es un municipio y localidad española de la provincia de Salamanca, en la comunidad autónoma de Castilla y León. Se integra dentro de la comarca de Ciudad Rodrigo y la subcomarca del Campo de Yeltes, que forma parte de la inmensa llanura del Campo Charro.
Su término municipal está formado por un solo núcleo de población, ocupa una superficie total de 37,33 km² y según los datos demográficos recogidos en el padrón municipal elaborado por el INE en el año 2017, cuenta con una población de 146 habitantes.
Se encuentra muy próximo a la Peña de Francia y a la localidad de La Alberca. Lo cruza de lado a lado el río Yeltes, y también otro río más pequeño llamado Altejos, conocido coloquialmente como "Chico", sobre este, se erige un puente medieval de dos ojos.

## Símbolos

### Escudo
El escudo heráldico que representa al municipio fue aprobado con el siguiente blasón:

«Escudo de oro con una rueda de molino, de gules y una rueda de carro, de sinople, puestas en faja y sobre ondas de azur. Al timbre, la Corona Real Española»

## Geografía

### Clima
Puebla de Yeltes tiene un clima Csb (templado con verano seco y templado) según la clasificación climática de Köppen.
| Parámetros climáticos promedio de Puebla de Yeltes en el periodo 1974-2003 | Parámetros climáticos promedio de Puebla de Yeltes en el periodo 1974-2003 | Parámetros climáticos promedio de Puebla de Yeltes en el periodo 1974-2003 | Parámetros climáticos promedio de Puebla de Yeltes en el periodo 1974-2003 | Parámetros climáticos promedio de Puebla de Yeltes en el periodo 1974-2003 | Parámetros climáticos promedio de Puebla de Yeltes en el periodo 1974-2003 | Parámetros climáticos promedio de Puebla de Yeltes en el periodo 1974-2003 | Parámetros climáticos promedio de Puebla de Yeltes en el periodo 1974-2003 | Parámetros climáticos promedio de Puebla de Yeltes en el periodo 1974-2003 | Parámetros climáticos promedio de Puebla de Yeltes en el periodo 1974-2003 | Parámetros climáticos promedio de Puebla de Yeltes en el periodo 1974-2003 | Parámetros climáticos promedio de Puebla de Yeltes en el periodo 1974-2003 | Parámetros climáticos promedio de Puebla de Yeltes en el periodo 1974-2003 | Parámetros climáticos promedio de Puebla de Yeltes en el periodo 1974-2003 |
| Mes | Ene.                                                                       | Feb.                                                                       | Mar.                                                                       | Abr.                                                                       | May.                                                                       | Jun.                                                                       | Jul.                                                                       | Ago.                                                                       | Sep.                                                                       | Oct.                                                                       | Nov.                                                                       | Dic.                                                                       | Anual                                                                      |
| --- | -------------------------------------------------------------------------- | -------------------------------------------------------------------------- | -------------------------------------------------------------------------- | -------------------------------------------------------------------------- | -------------------------------------------------------------------------- | -------------------------------------------------------------------------- | -------------------------------------------------------------------------- | -------------------------------------------------------------------------- | -------------------------------------------------------------------------- | -------------------------------------------------------------------------- | -------------------------------------------------------------------------- | -------------------------------------------------------------------------- | -------------------------------------------------------------------------- |
| Temp. media (°C) | 4.2                                                                        | 5.9                                                                        | 8.3                                                                        | 9.5                                                                        | 12.8                                                                       | 17.3                                                                       | 20.4                                                                       | 20.4                                                                       | 17.3                                                                       | 12.1                                                                       | 7.6                                                                        | 5.2                                                                        | 11.8                                                                       |
| Precipitación total (mm) | 70.6                                                                       | 50.5                                                                       | 43.5                                                                       | 62.3                                                                       | 67.4                                                                       | 39.8                                                                       | 18.0                                                                       | 16.3                                                                       | 42.8                                                                       | 77.9                                                                       | 79.9                                                                       | 74.1                                                                       | 643.1                                                                      |
| Fuente: Ministerio de Agricultura, Alimentación y Medio Ambiente. Datos de precipitación para el periodo 1974-2003 y de temperatura para el periodo 1974-2003 en Puebla de Yeltes 8 de noviembre de 2012 |                                                                            |                                                                            |                                                                            |                                                                            |                                                                            |                                                                            |                                                                            |                                                                            |                                                                            |                                                                            |                                                                            |                                                                            |                                                                            |

## Historia
Su fundación se remonta a la repoblación efectuada por los reyes de León en la Edad Media, quedando encuadrada en el Campo de Yeltes de la Diócesis de Ciudad Rodrigo tras la creación de la misma por parte del rey Fernando II de León en el siglo XII, denominándose entonces simplemente Puebla. Con la creación de las actuales provincias en 1833, Puebla de Yeltes quedó encuadrada en la provincia de Salamanca, dentro de la Región Leonesa. No obstante, hay restos romanos en el pueblo, da fe de ello los restos de un antiguo puente romano que cruzaba el río Yeltes a su paso por el pueblo, cruzado por una antigua calzada romana.

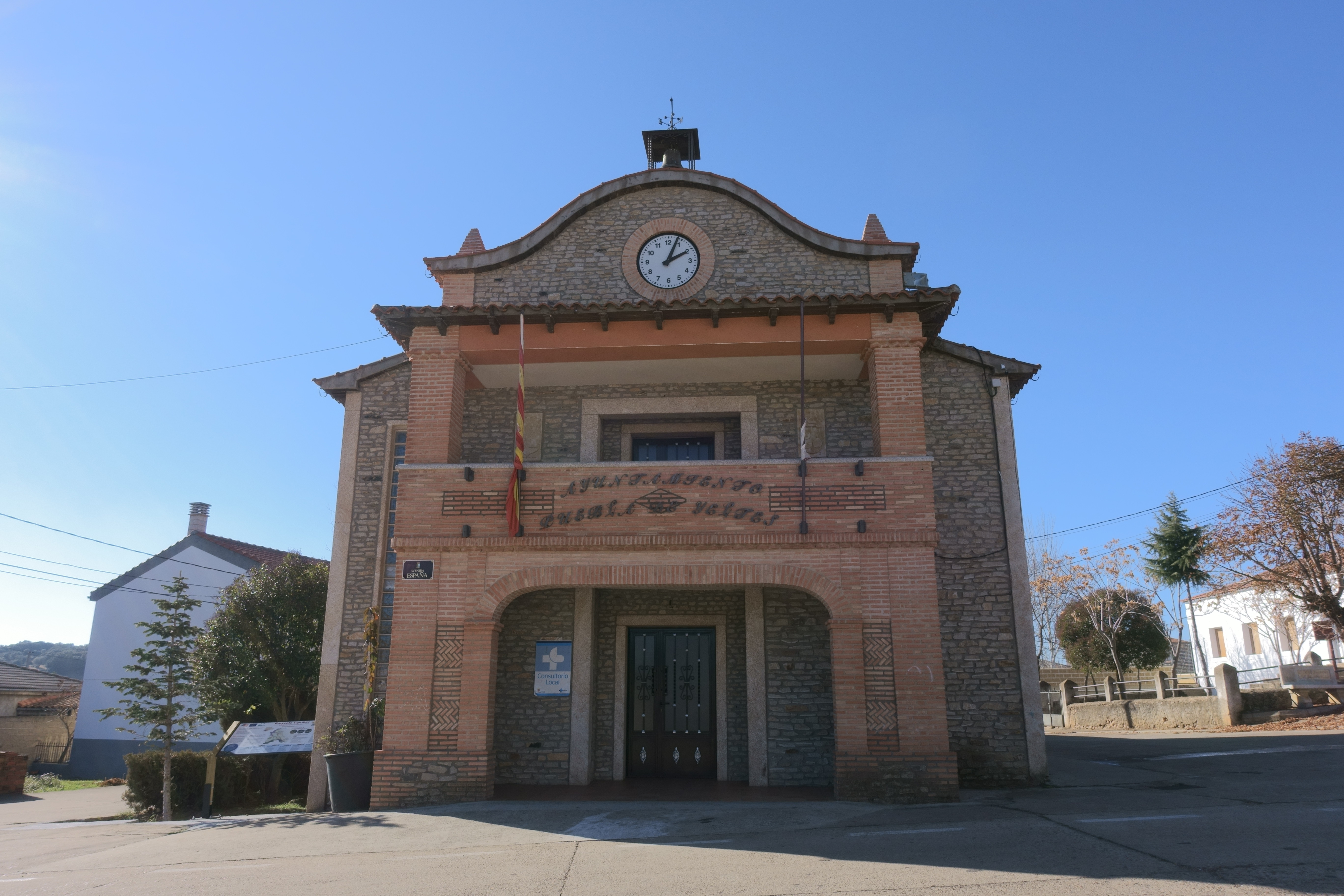
Casa consistorial.

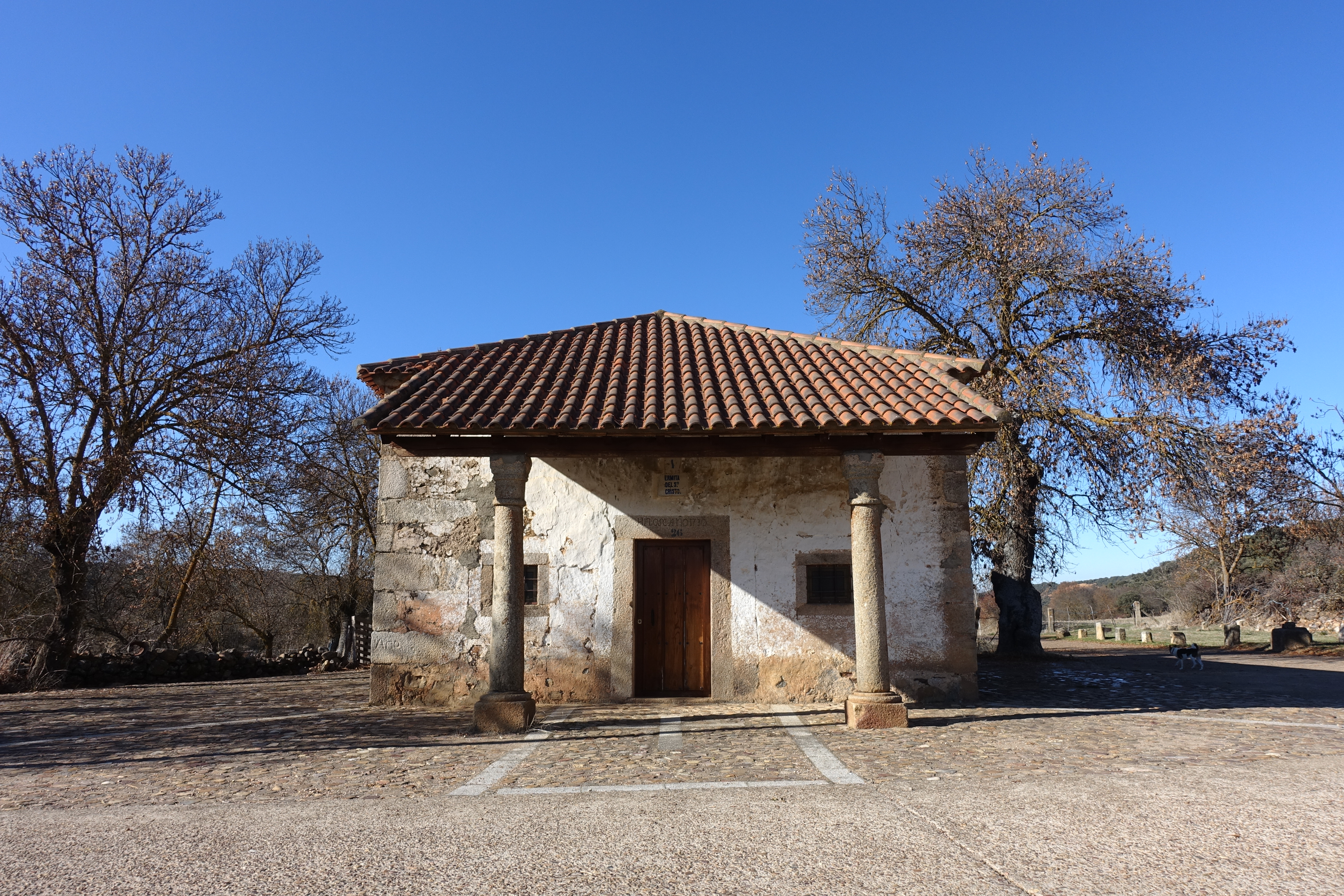
Ermita del Humilladero.

## Geografía humana

### Demografía
Cuenta con una población de 142 habitantes (INE 2024).
| Gráfica de evolución demográfica de Puebla de Yeltes entre 1842 y 2021                                                |
| |
| Población de derecho según los censos de población del INE. Población de hecho según los censos de población del INE. |

Según el Instituto Nacional de Estadística, Puebla de Yeltes tenía, a 31 de diciembre de 2018, una población total de 149 habitantes, de los cuales 77 eran hombres y 72 mujeres. Respecto al año 2000, el censo refleja 252 habitantes, de los cuales 133 eran hombres y 119 mujeres. Por lo tanto, la pérdida de población en el municipio para el periodo 2000-2018 ha sido de 103 habitantes, un 41% de descenso.

## Cultura

### Fiestas
Sus fiestas patronales en honor a San Gil duran 4 o 5 días celebrándose el día grande el día 1 de septiembre. En ellas hay verbenas, actuaciones, gymkanas, juegos y otras actividades.

## Monumentos y lugares de interés
- Iglesia de La Degollación de San Juan Bautista, de la que cabe destacar el artesonado mudéjar tanto en la nave central como en el ábside, siendo quizá la parte más importante de la iglesia el artesonado que rodea el ábside.
- Ermita del Santo Cristo del Humilladero.
- Puente Viejo, situado en el pueblo cruza el río Altejos o río Chico. Posee dos ojos y su estructura es de pizarra y argamasa. Su construcción está datada a finales del siglo XII o principios del XIII.
- Puente Nuevo, situado sobre el río Yeltes, tiene cinco ojos, datando del año 1898.
- Antiguo puente romano, del que se conservan restos visibles. Estaba situado sobre el río Yeltes y se utilizó hasta la construcción del Puente Nuevo.

## Administración y política
| Partido político                         | 2019  | 2019  | 2019       | 2015  | 2015  | 2015       | 2011  | 2011  | 2011       | 2007  | 2007  | 2007       | 2003  | 2003  | 2003       |
| Partido político                         | %     | Votos | Concejales | %     | Votos | Concejales | %     | Votos | Concejales | %     | Votos | Concejales | %     | Votos | Concejales |
| Partido Socialista Obrero Español (PSOE) | 58,88 | 63    | 4          | 59,84 | 76    | 4          | 62,24 | 89    | 4          | 50,37 | 68    | 4          | 57,23 | 91    | 4          |
| Partido Popular (PP)                     | 41,12 | 44    | 1          | 36,22 | 46    | 1          | 30,77 | 44    | 1          | 44,44 | 60    | 1          | 28,93 | 46    | 1          |
| Unión del Pueblo Salmantino (UPSa)       | —     | —     | —          | —     | —     | —          | —     | —     | —          | —     | —     | —          | 8,81  | 14    | 0          |